# Zelenohirske
Zelenohirske (en (ucraïnès): Зеленогірське, en rus: Зеленогорское, Zelenogorskoie) és un poble de la República Autònoma de Crimea a Ucraïna, que el 2014 tenia 1.877 habitants. Pertany al districte de Bilohirsk.